# (5826) 1990 DB
(5826) 1990 DB (1990 DB, 1942 HG, 1958 GV, 1969 HD, 1971 VE, 1975 NN, 1976 SU9, 1977 XR3, 1981 SA1, 1982 XP, 1986 PH5, 1990 ER10) — астероїд головного поясу, відкритий 16 лютого 1990 року.
Тіссеранів параметр щодо Юпітера — 3,214.